# 前田利政

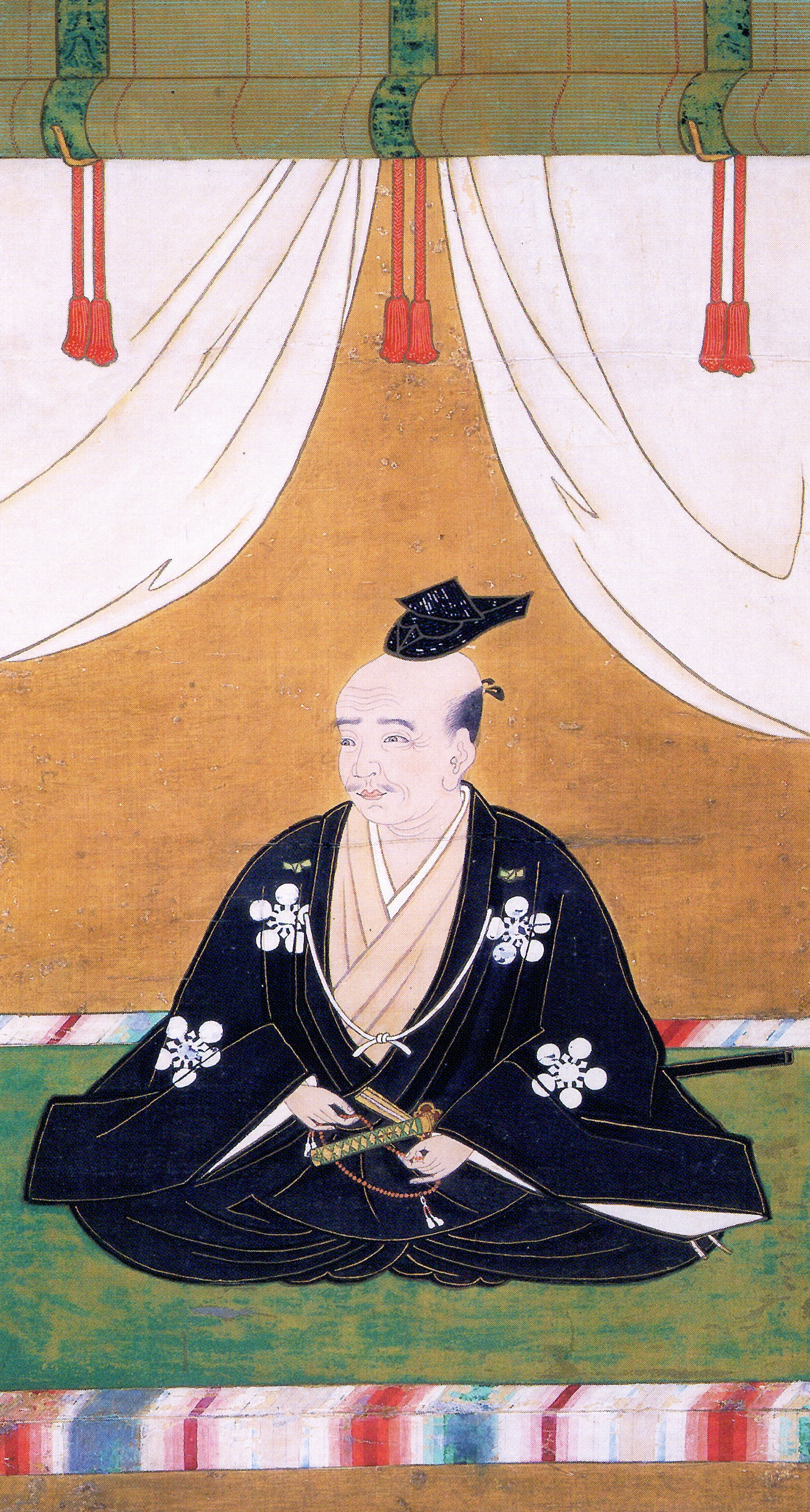
前田利政

前田利政（1578年—1633年8月18日），前田利家次子，母親為芳春院。幼名又若丸，生於尾張國荒子城。1593年時，由豐臣秀吉賜他能登七尾二十一萬石，並且敘任從四位下侍從的官位，還娶了蒲生氏鄉的女兒籍姬為妻。1599年時，再從父親利家那裡得到一些領地，升格為大名。
1600年，由於妻子成為石田三成的人質，不得不投靠西軍，與身在東軍的哥哥前田利長對抗。兄弟各站一方，其實是權宜之計，因為不管哪一方獲勝，前田家都可以存續下去。後來西軍戰敗，利政的領地被沒收，於是和妻子一起隱居在京都的嵯峨。到了大坂之戰時，不管是豐臣家或德川家向他利誘，他都沒有投靠任何一方。1633年過世，葬在大德寺芳春院，法名福昌院。
他的兒子前田直之後來成為加賀藩的家臣（前田土佐守家）。